# Zéro réseau
 (janvier 2024).
Si vous disposez d'ouvrages ou d'articles de référence ou si vous connaissez des sites web de qualité traitant du thème abordé ici, merci de compléter l'article en donnant les références utiles à sa vérifiabilité et en les liant à la section « Notes et références ».
Zéro réseau est le dixième tome de la série Journal d'un dégonflé. Il a été écrit et illustré par Jeff Kinney. Le livre est sorti en version française le 13 octobre 2016.

## Septembre
Greg explique que ses parents sont assez nostalgiques de l'ancien temps, et avaient l'habitude de se connaître. Sa mère Susan voudrait instaurer une pétition, qui pourrait obliger les gens à se passer d'électricité durant deux jours. Mais Greg et Rodrick font toujours semblant de ne pas la connaître quand elle fait ça. Greg évoque également l'enfance de son père Frank qui jouait dehors avec ses copains. Par ailleurs, le cochon apprend à marcher.
Mais l'animal refuse de porter un collier traqueur et peut aller et venir à sa guise dans la maison, ne disposant pas d'un couvre-feu.
De plus, Greg s'est inscrit à un programme appelé « Pote de devoirs » et découvre qu'il va devoir aider un petit génie qui s'appelle Fred et qui fait même ses devoirs à sa place. Pendant ce temps, le loyer de la résidence où vit son grand-père augmente, ce qui oblige les Heffley à l'accueillir provisoirement chez eux. Frank et Greg n'apprécient pas vraiment cette cohabitation forcée, car Frank a peur de se ridiculiser devant son père et Greg voit sa chambre réquisitionnée, devant alors partager celle de Manu.
Rodrick, lui, s'est trouvé un emploi dans un restaurant qui propose des glaces à l'ancienne puis obtient une promotion mais il ne peut pas quitter son masque, autrement il sera renvoyé. Fort heureusement, l'un des yeux en plastique est amovible et lui permet de se sustenter sans qu'il ne soit obligé de tout enlever. Par ailleurs, alors que Frank trouve que les parents aujourd'hui sont trop protecteurs, il raconte comment lui et son ami d'enfance jouaient librement dehors. Son père donne une version un peu différente de l'histoire. Greg se dit qu'il devrait retrouver une copine pour son grand-père depuis qu'il s'est fait larguer, mais il organise à la place une fête démesurée. Dès lors, Frank se montre intransigeant et son père ne peut plus rester seul à la maison.
Il installe donc une webcam dont il se sert pour surveiller Greg, mais aussi son père. La pétition de Susan prend de l'ampleur et tout le monde part marcher dehors. Comme il fait très chaud, Frank conseille à Greg et à son ami Robert de monter un stand de limonade, mais ils s y prennent mal et se font concurrencer par un autre garçon.
Ils déplacent alors le stand dans un parc mais n'arrivant pas à vendre leur eau, ils finissent par aider plus ou moins volontairement une patrouille de ramasseurs de déchet à laquelle Susan s'est jointe. Peu de temps après, un groupe de détenus en mission de service civique débarque à son tour, avec parmi eux, Billy, un ami d'enfance de Rodrick. Greg et Billy retrouvent Fred, lequel en a assez de jouer les singes savants. Le trio tente de s'enfuir, mais entre-temps, Susan avait géolocalisé Greg grâce à une puce placée dans son lacet. Dès lors, ils sont retrouvés et Billy porte plus ou moins le chapeau.

## Octobre
Le collège de Greg organise une sortie à la ferme, sans gadgets électroniques ni réseaux. Greg est dans un premier temps assez réticent à l'idée d'aller à cette sortie, mais après avoir commis quelques impairs avec le bouchon de dentifrice coincé dans l'évier et le fait que son grand-père ait dû conduire sans permis, il accepte finalement de s y rendre. En partant, il reçoit un livre de survie de la part de son grand-père et en arrivant, lui et son groupe sont informés de la présence de Silas Crochu, quelqu'un à qui on doit faire attention. Durant le séjour, le père de Robert encadre un groupe dans lequel son fils et Greg se trouvent. Le petit-déjeuner est infect, les autres repas ne valent pas mieux et tous les enfants doivent travailler comme des fermiers de l'ancien temps. Greg est injustement puni par la faute de ses camarades de chambrée. Par ailleurs, beaucoup d'enfants veulent rentrer, mais cela n'est possible que sur raison médicale. Beaucoup en profitent donc pour simuler une maladie. Robert est victime d'un accident quand il se retrouve avec une dent plantée dans le front, puis plus tard, lui et son père sont obligés de repartir après avoir respiré du sumac vénéneux.
Un tas de mésaventures arrivent ensuite, où le groupe se retrouve privé du peu de confort qui lui restait et doit en plus supporter le nouveau responsable, qui n'est autre que Frank. Ce dernier a fait partie du même camp dans son enfance. Plus tard, tout le monde doit dormir à la belle étoile. Envoyé de quoi chercher faire du feu, Greg tombe sur son père, lequel lui explique que Silas Crochu n'existe pas. En fait, Frank avait connu un séjour pire que le sien il y a quelques années, et était un jour tombé sur une cabine de maintenance, mais ne voulant pas que tout le monde le sache, il avait inventé l'histoire de ce personnage. Greg décide de ne rien dire. Cette nuit, Frank se désintéresse des règles prévues par le camp et emmène tout le monde dans leur chalet. Le lendemain, Greg et ses camarades sont les seuls à avoir passé une bonne nuit. Au lieu de rentrer avec les autres, Greg repart avec Frank et écrit sur un panneau un mot visant à se méfier de Silas Crochu, pour les nouveaux arrivants.

## Anecdotes
- Le livre est de couleur noire.
- Silas Crochu joue le rôle du méchant dans ce roman. C'est la première fois que ce rôle est occupé par un personnage imaginaire.
- Rodrick et Manu jouent des rôles mineurs dans ce livre.